# Милорад Мишковић
Милорад Мишковић (Ваљево 26. март 1928 — Ница 21. јун 2013) био је српски и југословенски балетски играч и кореограф.

## Биографија
Рођен у Ваљеву, а већи део детињства провео у Београду. Први пут са сценом се среће у тада чувеном дечјем позоришту „Рода”, где је био "мали који пева, свира клавир, виолину и сања да једном постане глумац."  Креће на часове код легендарне балерине Нине Кирсанове, где почиње његова права љубав према балету и игрању. Наводи се да је чак и фалсификовао лични документ када је имао 16 година да би га примили у Народно позориште. 1946 године једна југословенска балетска играчка трупа одлази на гостовање у Француску у којој је и Мишковић, који користи прилику да емигрира илегално у Француску, због чега је годинама имао проблема са југословенским властима. После неколико ноћења у париским парковима и станици метроа успева да добије први ангажман као играч, захваљујући југословенским препорукама. Светску славу као балетски играч и кореограф стиче у Паризу, Лондону, Њујорку и Албенију. 1966. први пут наступа у Београду након емиграције. Умро је у болници у Ници 2013. године. 6. септембра исте године, урна са његовим пепелом положена је у Алеји заслужних грађана на Новом гробљу у Београду

## Играчка каријера
Ученик Нине Кирсанове, дебитовао у београдском Народном позоришту, да би убрзо прешао у Париз, где је наставио школовање код Олге Преображенске и Бориса Књазева и веома брзо заузео место истакнутог солисте у ансамблима К. де Басила и М. де Куеваса и постао партнер најпознатијих звезда француског балета Ивет Шовир, Ласет Дарсонвал и Жанин Шара. Антон Долин га је представио Лондону у Жизели, на Фестивалу балета у Позоришту Стол, са славном партнерком, његовом сународницом Мијом Славенском, коју је Мишковић знао само по чувењу. Његови успеси у Лондону изненада су променили ток његове каријере. Под упечатљивим утиском тог младог плесача, Алисија Маркова, тада на врхунцу славе, предложила му је да буде њен партнер на турнеји концерата по Енглеској, Француској и САД. Играти с Марковом било је не само срећа већ и велика част. Упркос разлици у годинама, пар је био величанствен и, с репертоаром одломака из Жизеле, Силфида, Крцка Орашчића(Шчелкунчик) свуда је освајао публику, како у Алберт холу у Лондону тако и у Палати Шајо у Паризу и у Холивуду. Наступали су увек у пратњи симфонијског оркестра. У контакту с том великом романтичном уметницом Мишковић је продубио своја тумачења улога. Играо је с њом и балет Поподне једног фауна, који су му пренеле Мари Рамбер и Лидија Соколова, јер су оне у Лондону, с Вацлавом Нижинским, сарађивале у његовом креирању. Касније ће улога у балету Поподне једног фауна представљати један од његових великих успеха. Искуством стеченим са Марковом обогаћено је знање младог играча, који се у том тренутку осетио спремним за нове изазове, јер му његове улоге у класичном репертоару и стечена титула принц игре нису били довољни. Ипак, његова жеља за независношћу и инспирација која је навирала су увек водиле новим хоризонтима и искуствима. Зато је одлучио да образује сопствену трупу, пренесе јој своју ватреност и своју страст. Јуна 1956, на Фестивалу Лион – Шарбоније први пут приказао своју нову трупу, као и учешће сценографа Бернара Дајдеа. Његов први програм бележи славна имена као што су кореографи Морис Бежар, Валтер Гор и Виктор Гзовски, сценографи Лила де Нобили, Бернар Дајде и Франсоа Гано, авангардни композитори Морис Оана и Зденко Турјак. Пружа прву прилику свом другу Милку Шпаремблеку, који тако започиње своју каријеру кореографа врло успелим балетом Л'Ешел, оствареним у сарадњи са веома младим Диком Сандерсом. Програм трупе је чинио извођење шест солиста, : Клер Сомбер, Теса Бомон, Вероника Млакар, Милко Шпаремблек, Васили Сулић и, разуме се, сам Мишковић, који је те вечери освојио публику у Прометеју, и био неоспорни врхунац тог првог програма трупе. У трупи Роланда Петита сукцесивно игра улоге у Лепом Дунаву Ј. Штрауса . Основао је сопствену трупу Балетс, која се касније ујединила са трупом Бале д Франс познате балерине Жанин Шара, са којом гостује у многим земљама Европе и обе Америке. Од 1966. вратио се као велика звезда у Београдску оперу да би одиграо Жизелу и Ромеа и Јулију, а 1968, специјално за њега Димитрије Парлић креирао је балет Хуан од Царисе. Његов повратак је изазвао буру одушевљења, пропраћену многобројним наступима пред телевизијским и филмским камерама. Учествовао је на Фестивалу у Дубровнику поставивши Комбат де Танкред Монтевердија и представљајући у једној старој палати свој Бан мен шоу сачињен од песама и игара. С југословенском балерином Весном Буторац позван је на турнеју по Совјетском Савезу, где је играо Жизелу и Лабудово језеро. Као зрео играч постиже на београдској сцени успех у балетима Жон фон Зариса (Егк), Жизел (Адам), Ромео и Јулија (Прокофјев) и др., представљајући се као веома свестран уметник. Године 1972, привучен америчким понудама, две сезоне је провео у Сједињеним Државама као уметнички директор, најпре у Даласу, на позив Жоржа Скибина, потом у Алабами, где је основао одељење кореографије на Високој школи сценских уметности. Следеће године је постао помоћник уметничког директора Балет Вест УСА у Солт Лејк Ситију (Јута). Основне одлике Мишковићеве извођачке уметности су природна елеганција у ставу и покрету, суптилна играчка техника и префињено осећање за обликовање играчких партија у глумачко-пантомимском смислу.

## Кореографска каријера
Године 1962, на Фестивалу у Сполету, остварио је своју прву значајну кореографију Парисов суд, танану и фину реконструкцију доба славне Таљони, са Карлом Фрачи, а сам је играо Париса, на музику Спонтинија. Године 1974. Мишковић се опет нашао у Европи, растерећен и срећан. На Атинском фестивалу представио је још једног легендарног јунака, Есхиловог Ореста, с грчким националним драмским позориштем и кореографском групом Ралу Ману. Његова нова верзија Жизеле у Веронској арени, с Карлом Фрачи и Паолом Бортолуцијем, постигла је огроман успех, а са истим звездама враћа се у Арену да би поставио Крцка Орашчића. Креира и друге целовечерње балете за Карлу Фрачи: Прометејева створења, Ла филиа ди Јорио, Хомаж романтик (који се после Италије приказивао и у Паризу, у »Еспаће Кардин«, где је Мишковић креирао и балете Шехерезада и Диабл буато). У Фиренци поставља Лабудово језеро, у коме су играли Јекатерина Максимова и Владимир Васиљев, да би врло брзо после тога, у Загребу, остварио велику кореографску симфонију Де веритатае познатог хрватског композитора Стјепана Шулека. Следеће године позива га Робер Осеин у Ремс да води нову балетску трупу у Театр Популер. Ту је поставио Мозаик, балет који подсећа на персијске минијатуре. Од 1978. ради у Напуљу, Милану, Ђенови, а у позоришту у Торину креира романтични балет на Шопенове баладе, као и Вертер, дело које се у Италији сматра најбољим остварењем године. За исту трупу припрема целовечерњи балет Клеопатра, који је на гостовању у Москви добио награду као најбоље играчко – драмско остварење. Спрема и две велике продукције у Италији: оперу – балет Мефистофелес од Боита, као и репризу свог тријумфалног Крцка Орашчића у Веронској арени.

## Активности у УНЕСКО-у
Крајем 1979. генерални директор Унеска М’Боу Амаду Матар нуди Мишковићу место уметничког директора у тој светској организацији. Његов задатак био је да организује прославе и годишњице знаменитих људи и уметника из света: концерте, изложбе, оперске и драмске спектакле, симпозијуме и колоквијуме с темама из области балетске и играчке уметности, дане културе свих нација чланица те светске организације. Тада је УНЕСКО, такорећи, био један интернационални театар. Од великих Гала споменимо само спектакл Гала де Дансе у палати Унеска, посвећен легендарној кубанској балерини Алисији Алонсо, затим кореографски ораторијум Корак у част 21. генералне конференције Унеска у Београду, у Центру »Сава«, затим велики Хоммаге Галини Улановој, такође легендарној балерини, одржан у сали Плејел у Паризу, и Гала у Москви у Бољшој театру поводом 40-годишњице Унеска. На свим тим великим свечаностима учествовале су балетске звезде са свих континената. Представе су преносиле Евровизија и Мондовизија. После десет година проведених на тој функцији одлази у пензију као виши интернационални функционер Унеска и, на молбу Бенгта Хагера, тадашњег председника ЦИД-а и колега из тог Савета за игру при Унеску, прихвата место председника и одмах наставља рад на пројектима који су били у току и ради нове за наредне сезоне. Организовао је многобројне колоквијуме и симпозијуме на тему игре и о проблемима игре, играча и балета. ЦИД Унеско био је на неки начин катализатор, али и мост између нација. Захваљујући тој организацији, уметници и креатори разних нација могли су међусобно да сарађују, да обављају размену, али и да заједнички учествују у великим националним и интернационалним пројектима. 

## Фондација и награда Милорад Мишковић
Установљена је и Фондација Милорада Мишковића која додељује и награду Милорад Мишковић. Подигнут му је споменик у Београду.